# Borgward P100
La Borgward P100 era una berlina di grandi dimensioni prodotta dalla società Carl F. W. Borgward GmbH di Brema tra il gennaio del 1960 e il luglio del 1961. La vettura venne presentata per la prima volta al Salone dell'automobile di Francoforte nel settembre del 1959.

## La vettura
Il design della carrozzeria della vettura era ispirato allo stile Ponton a tre volumi utilizzato dalla Borgward su diversi altri modelli. A differenza di questi però su questa vettura aveva un aspetto più spigoloso, e con delle sottili pinne nella parte posteriore, che ricordava quello realizzato da Pininfarina per la Fiat 1800.
La P100 seguiva lo stesso approccio costruttivo, carrozzeria monoscocca, della Isabella.
Il motore era un sei cilindri in linea di 2.240 cm³ di cilindrata che era stato utilizzato anche sulle precedenti berline di fascia alta realizzate dalla società tra le quali la Hansa 2400 Limousine. La pubblicità reclamizzava una velocità di 160 km/h e una potenza di 100 CV (75 kW). Altra caratteristica evidenziata dalla pubblicità era il suo innovativo sistema di sospensioni ad aria autolivellanti.

## Commercializzazione
La P100 era destinata a competere nel settore di mercato delle vetture con motore a sei cilindri che in quel periodo era sempre più dominato dalla Mercedes-Benz 220SE.
Le precedenti berline di fascia alta prodotte dalla Borgward avevano ottenuto una limitata diffusione e anche i primi rapporti riportarono che la P100 era stata messa in vendita con diversi problemi di gioventù del progetto, nonostante potesse vantare dal punto di vista tecnico delle innovative sospensioni e la sua estetica moderna.
Nonostante questo però durante i diciannove mesi di produzione ne furono prodotte più di 2.500, cifra che superò quella dei precedenti modelli a sei cilindri realizzati dalla Borgward.
La dichiarazione di bancarotta della società avvenuta nell'agosto del 1961 comportò la fine della produzione della P100 che si concluse con le ultime 47 vetture realizzate dopo questo evento. Il modello venne anche prodotto in Messico, in 2.000 esemplari, tra il 1967 e il 1970.